# Mihály Csokonai Vitéz

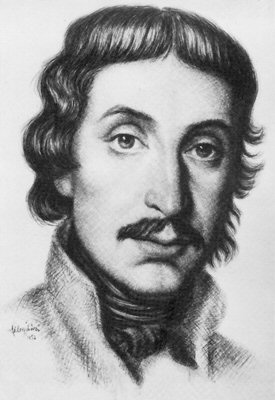
Mihály Csokonai Vitéz.

Mihály Csokonai Vitéz, född 17 november 1773, död 28 januari 1805, var en ungersk poet.
Csokonai var från 1794 lärare i poetik i Debrecen, studerade sedan juridik, blev lärare i Csurgó, och ägnade sig senare helt åt sin diktning. Ett rikt språk och lätt versbyggnad kännetecknar hans diktning. Med inspiration från ungersk folklig poesi bidrog han till att skapa den ungerska nationallyriken. Han samlade verk utgavs 1813 i 4 band. En kritisk utgåva publicerades i 2 band 1846 av Ferenc Toldy.